# Terraformarea lui Venus

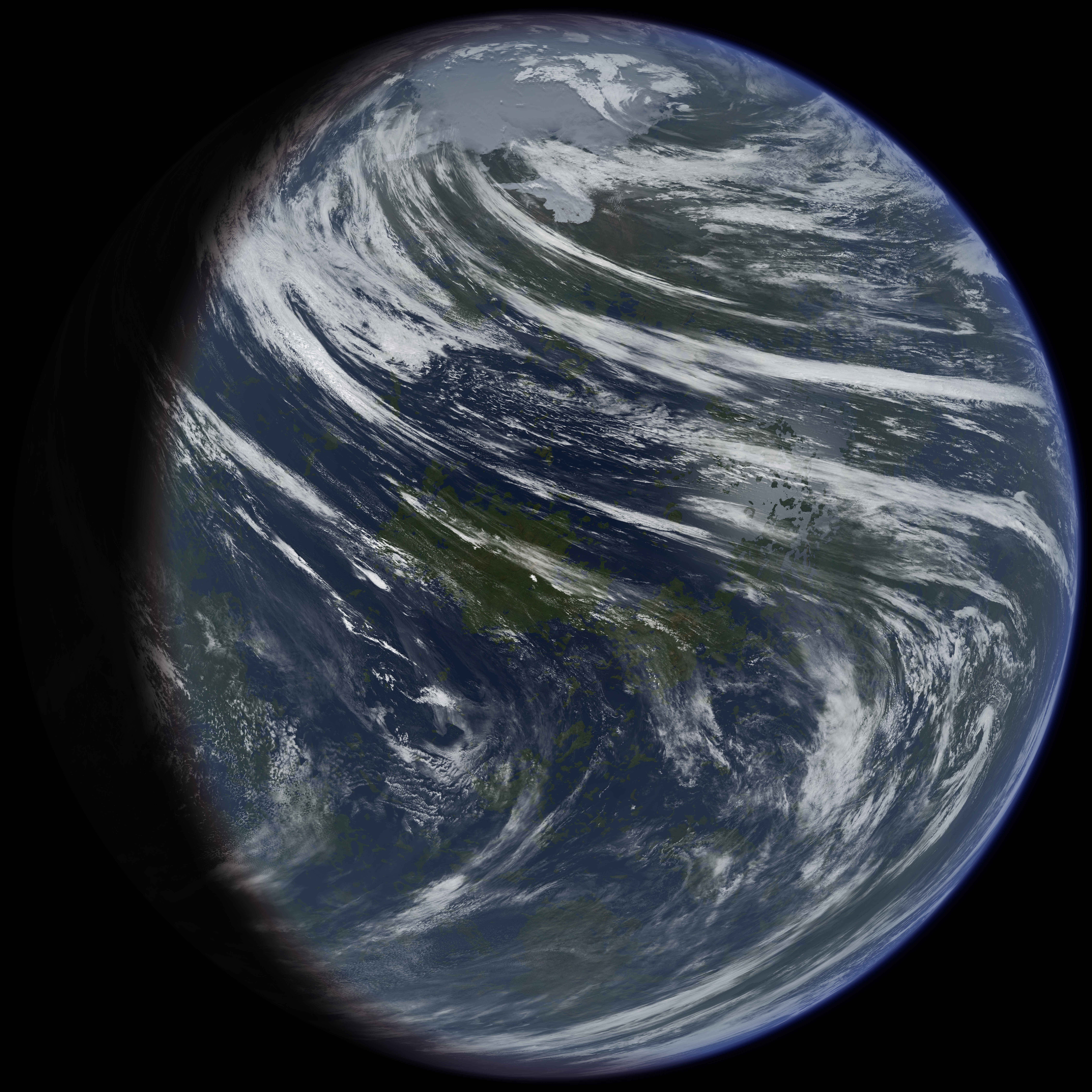
Concepție artistică a unui Venus terraformat. Formațiunile de nori sunt reprezentate presupunând că rotația planetei nu a fost accelerată.

Terraformarea planetei Venus este un proces ipotetic prin care mediul global al planetei Venus ar fi modificat pentru a o face locuibilă pentru oameni. Adaptarea mediului actual al lui Venus pentru a susține viața umană ar necesita cel puțin trei schimbări majore la nivelul atmosferei sale:
1. Reducerea temperaturii suprafeței lui Venus de la 737 K (464 °C; 867 °F) la un nivel mai propice vieții.[4]
2. Eliminarea majorității atmosferei dense de dioxid de carbon și dioxid de sulf (9,2 MPa, echivalentul a 91 de atmosfere), prin îndepărtarea sau transformarea sa într-o altă formă.
3. Introducerea de oxigen respirabil în atmosferă.

Aceste trei schimbări sunt strâns legate, deoarece temperatura extremă a lui Venus este cauzată de presiunea ridicată a atmosferei sale dense și de efectul de seră puternic.

## Istoria ideii
Ideea terraformării lui Venus a fost explorată pentru prima dată în ficțiune de scriitorul de science-fiction Poul Anderson în nuvela sa din 1954 „The Big Rain”, care face parte din istoria viitoare a Ligii Psihotehnice.
Prima propunere științifică cunoscută de terraformare a lui Venus a fost formulată de astronomul Carl Sagan în 1961.
Înainte de anii 1960, mulți astronomi credeau că Venus are o temperatură similară cu cea a Pământului. Odată ce s-a descoperit că Venus are o atmosferă densă de dioxid de carbon, generând un efect de seră semnificativ, unii oameni de știință au explorat ideea de a modifica atmosfera pentru a face planeta mai asemănătoare cu Pământul. Această perspectivă ipotetică, cunoscută sub numele de terraformare, a fost propusă pentru prima dată de Carl Sagan în 1961, ca secțiune finală a articolului său clasic din revista Science, unde analiza atmosfera și efectul de seră de pe Venus. Sagan a sugerat injectarea de bacterii fotosintetice în atmosfera lui Venus, care ar transforma dioxidul de carbon în compuși organici reduși, diminuând astfel cantitatea sa din atmosferă.

Cunoștințele despre atmosfera lui Venus erau încă incomplete în 1961, când Sagan a prezentat propunerea sa inițială. La 33 de ani de la această propunere, în cartea sa din 1994, Pale Blue Dot, Sagan a recunoscut că abordarea sa inițială de terraformare nu ar fi viabilă, datorită densității atmosferice a lui Venus, mult mai mare decât se estimase în 1961:
„Eroarea fatală a constat în faptul că în 1961 se credea că presiunea atmosferică la suprafața lui Venus era de doar câțiva bari... Astăzi știm că este de 90 de bari. Chiar dacă schema ar funcționa, rezultatul ar fi o suprafață îngropată sub sute de metri de grafit fin și o atmosferă formată din 65 de bari de oxigen molecular aproape pur. Rămâne de văzut dacă am putea supraviețui imploziei inițiale sub presiunea atmosferică sau dacă am izbucni spontan în flăcări în tot acel oxigen. Cu toate acestea, mult înainte de acumularea unei cantități semnificative de oxigen, grafitul ar arde spontan înapoi în {\displaystyle {\ce {CO2}}}, scurtcircuitând întregul proces.”
După propunerea lui Sagan, conceptul a cunoscut o atenție științifică limitată până la o revigorare a interesului în anii 1980.

## Abordări propuse pentru terraformare
Martyn J. Fogg (1995) și Geoffrey A. Landis (2011) analizează o serie de abordări ale terraformării.

### Eliminarea atmosferei dense de dioxid de carbon
Principala provocare a terraformării lui Venus constă în atmosfera sa extrem de densă de dioxid de carbon. Presiunea la nivelul solului pe Venus este de 9,2 MPa (91 atm; 1.330 psi). Acest lucru, combinat cu efectul de seră puternic, duce la o temperatură la suprafață cu sute de grade Celsius mai ridicată decât ar fi suportabilă pentru orice formă de viață semnificativă. Ca urmare, toate strategiile propuse de terraformare a lui Venus se concentrează pe eliminarea majorității dioxidului de carbon din atmosferă.

#### Abordări biologice
Metoda propusă de Carl Sagan în 1961 presupune folosirea algelor modificate genetic pentru a fixa carbonul în compuși organici. Deși această abordare este încă luată în considerare în discuțiile despre terraformarea lui Venus, descoperirile ulterioare au demonstrat că mijloacele biologice singure nu ar fi suficiente pentru a obține succesul.
- Lipsa hidrogenului: Producția de molecule organice din dioxid de carbon necesită hidrogen, care este extrem de rar pe Venus[12]. Deoarece planeta nu are o magnetosferă protectoare, atmosfera sa superioară este expusă eroziunii directe a vântului solar, pierzând cea mai mare parte a hidrogenului inițial în spațiu.

- Condiții extreme de temperatură: După cum a observat Carl Sagan, orice carbon legat în molecule organice ar fi transformat rapid înapoi în dioxid de carbon de mediul fierbinte de la suprafață. Răcirea lui Venus ar deveni posibilă doar după îndepărtarea majorității dioxidului de carbon din atmosferă.

Deși există un consens general că Venus nu ar putea fi terraformată exclusiv prin introducerea biotei fotosintetice, utilizarea organismelor fotosintetice pentru a produce oxigen în atmosferă rămâne o componentă importantă a altor metode propuse de terraformare.

#### Captarea în carbonați
Pe Pământ, majoritatea carbonului se află stocată sub formă de minerale carbonate sau circulă prin diferite etape ale ciclului carbonului, cu o cantitate mică prezentă în atmosferă sub formă de dioxid de carbon. Pe Venus, situația este inversă: o proporție semnificativă din carbon se regăsește în atmosferă, în timp ce o cantitate relativ mică este stocată în litosferă. Ca urmare, multe strategii de terraformare se concentrează pe eliminarea dioxidului de carbon din atmosferă prin intermediul reacțiilor chimice care îl capturează și îl transformă în minerale carbonate stabile.
Modelarea evoluției atmosferice a planetei Venus, realizată de astrobiologii Mark Bullock și David Grinspoon⁠(d), sugerează că echilibrul dintre atmosfera actuală densă, cu 92 de bari, și mineralele prezente la suprafață, în special oxizii de calciu și magneziu, este unul destul de instabil. Acești ultimi compuși ar putea acționa ca un rezervor natural de dioxid de carbon și dioxid de sulf, prin transformarea lor în carbonați. Conversia completă și saturarea mineralelor de la suprafață ar duce la o scădere a presiunii atmosferice și la o oarecare răcire a planetei. Una dintre stările finale posibile, modelată de Bullock și Grinspoon, indică o presiune atmosferică de 43 de bari (42 atm; 620 psi) și o temperatură la suprafață de 400 K (127 °C; 260 °F). Pentru a converti restul dioxidului de carbon din atmosferă, ar fi necesară expunerea artificială a unei porțiuni mai mari din scoarță la atmosferă, permițând o conversie mai extinsă în carbonați. În 1989, Alexander G. Smith a propus terraformarea lui Venus prin răsturnarea litosferei, facilitând astfel conversia scoarței în carbonați. Landis (2011) a calculat că ar fi necesară implicarea întregii scoarțe, de la suprafață până la o adâncime de peste 1 km, pentru a expune suficientă rocă pentru a converti o cantitate semnificativă din atmosfera bogată în dioxid de carbon.
Formarea naturală a rocilor carbonatice din minerale și dioxid de carbon este un proces extrem de lent. Cu toate acestea, cercetările recente privind captarea dioxidului de carbon în minerale carbonatice, în contextul atenuării încălzirii globale pe Pământ, demonstrează că acest proces poate fi accelerat semnificativ (de la sute sau mii de ani la doar 75 de zile) prin utilizarea unor catalizatori, cum ar fi microsferele de polistiren. Prin urmare, s-ar putea teoretiza că tehnologii similare ar putea fi utilizate și în contextul terraformării pe Venus. De asemenea, este important de reținut că reacția chimică care transformă mineralele și dioxidul de carbon în carbonați este exotermă, producând, în esență, mai multă energie decât cea consumată de reacție. Acest lucru deschide posibilitatea de a crea procese de conversie auto-amplificatoare, cu potențial de creștere exponențială a ratei de conversie până când cea mai mare parte a dioxidului de carbon atmosferic poate fi convertită.
Bombardarea lui Venus cu magneziu și calciu rafinat provenind din surse exterioare planetei ar putea, de asemenea, să capteze dioxidul de carbon sub formă de carbonați de calciu și magneziu. Cantitatea necesară ar fi de aproximativ 8 ×1020 kg de calciu sau 5 ×1020 kg de magneziu pentru a transforma tot dioxidul de carbon din atmosferă. Această cantitate uriașă ar necesita o operațiune de minerit și rafinare a mineralelor la scară largă, probabil pe Mercur, care este bogat în resurse minerale. De fapt, 8 ×1020 kg reprezintă de câteva ori masa asteroidului 4 Vesta (cu un diametru de peste 500 de kilometri).

#### Injectare în rocă bazaltică vulcanică
Proiecte de cercetare din Islanda și statul american Washington au demonstrat că este posibilă eliminarea unor cantități semnificative de dioxid de carbon din atmosferă prin injectarea sa la presiune ridicată în formațiuni bazaltice poroase subterane, unde dioxidul de carbon se transformă rapid în minerale solide inerte.
Alte studii estimează că un metru cub de bazalt poros poate capta 47 de kilograme de dioxid de carbon injectat. Pe baza acestor estimări, ar fi necesar un volum de aproximativ 9,86 × 10 9 km3 de rocă bazaltică pentru a capta tot dioxidul de carbon din atmosfera lui Venus. Acest volum este echivalent cu întreaga crustă a planetei Venus până la o adâncime de aproximativ 21,4 kilometri. Un alt studiu a concluzionat că, în condiții optime, în medie, 1 metru cub de rocă bazaltică poate capta 260 kg de dioxid de carbon. Scoarța lui Venus are o grosime de aproximativ 70 de kilometri, iar planeta este dominată de caracteristici vulcanice. Suprafața sa este formată în proporție de aproximativ 90% din bazalt, iar aproximativ 65% constă dintr-un mozaic de câmpii de lavă vulcanică. Prin urmare, ar trebui să existe volume ample de straturi de rocă bazaltică pe planetă, cu un potențial foarte promițător pentru captarea dioxidului de carbon.
Cercetările au demonstrat, de asemenea, că în condițiile de temperatură și presiune ridicate din mantaua planetei, dioxidul de siliciu, cel mai abundent mineral din manta (atât pe Pământ, cât și, probabil, pe Venus), poate forma carbonați stabili în aceste condiții. Acest lucru deschide posibilitatea de a capta dioxidul de carbon în mantaua planetei.

#### Introducerea hidrogenului
Potrivit lui Birch, bombardarea lui Venus cu hidrogen și reacția acestuia cu dioxidul de carbon ar putea produce carbon elementar (grafit) și apă prin reacția Bosch. Ar fi necesare aproximativ 4 × 1019 kg de hidrogen pentru a transforma întreaga atmosferă venusiană. O cantitate atât de mare de hidrogen ar putea fi obținută din giganții gazoși sau din gheața sateliților lor. O altă sursă posibilă de hidrogen ar putea fi extragerea sa din posibilele rezervoare din interiorul planetei în sine. Unii cercetători consideră că mantaua și/sau miezul Pământului ar putea conține cantități mari de hidrogen rămase de la formarea inițială a planetei din norul nebular. Deoarece se crede că formarea inițială și structura internă a Pământului și a lui Venus sunt oarecum similare, același lucru ar putea fi valabil și pentru Venus.
De asemenea, pentru ca reacția să funcționeze este necesară prezența aerosolilor de fier în atmosferă. Fierul ar putea proveni de pe Mercur, asteroizi sau de pe Lună. (Pierderea de hidrogen din cauza vântului solar este puțin probabilă să fie semnificativă la scara temporală a terraformării). Datorită suprafeței relativ plate a planetei, această apă ar acoperi aproximativ 80% din suprafață, comparativ cu 70% în cazul Pământului, chiar dacă ar reprezenta doar aproximativ 10% din apa găsită pe Pământ.
Atmosfera rămasă, cu o presiune de aproximativ 3 bari (de trei ori mai mare decât cea de pe Pământ), ar fi compusă în principal din azot. O parte din acest azot se va dizolva în noile oceane de apă, reducând presiunea atmosferică în conformitate cu legea lui Henry. Pentru a reduce și mai mult presiunea, azotul ar putea fi, de asemenea, fixat sub formă de nitrați.
Futuristul Isaac Arthur⁠(d) a propus utilizarea proceselor ipotetice de ridicare a stelelor⁠(d) (starlifting) și de stelizare (stellasing) pentru a crea un fascicul de particule de hidrogen ionizat din Soare, numit provizoriu „hidro-canon”. Acest dispozitiv ar putea fi utilizat atât pentru a subția atmosfera densă a lui Venus, cât și pentru a introduce hidrogen care să reacționeze cu dioxidul de carbon pentru a crea apă, reducând și mai mult presiunea atmosferică.

### Eliminarea directă a atmosferei
Slăbirea atmosferei venusiene ar putea fi încercată prin diverse metode, eventual utilizate în combinație. Eliminarea directă a gazului atmosferic de pe Venus în spațiu s-ar dovedi probabil dificilă. Viteza de evadare a planetei este suficient de mare pentru a face impracticabilă aruncarea atmosferei în aer prin impactul cu un asteroid. Pollack⁠(d) și Sagan au calculat în 1994 că un corp de impact cu diametrul de 700 km care lovește Venus cu o viteză mai mare de 20 km/s ar ejecta toată atmosfera de deasupra orizontului, așa cum este văzută din punctul de impact. Cu toate acestea, aceasta reprezintă mai puțin de o miime din atmosfera totală, iar randamentele ar scădea semnificativ pe măsură ce densitatea atmosferei scade. Ar fi necesară o cantitate enormă de astfel de impacturi gigantice. Landis a calculat că pentru a reduce presiunea de la 92 bari la 1 bar ar fi necesare cel puțin 2.000 de impacturi, chiar dacă eficiența eliminării atmosferei ar fi perfectă. Nici obiectele mai mici nu ar fi eficiente, deoarece ar fi necesare mult mai multe. Violența bombardamentului ar putea duce cu ușurință la o degazare semnificativă, înlocuind atmosfera eliminată. Cea mai mare parte a atmosferei ejectate ar ajunge pe orbita solară din apropierea lui Venus și, fără alte intervenții, ar putea fi capturată din nou de câmpul gravitațional al planetei, devenind din nou parte a atmosferei.
O altă variantă de metodă care implică bombardamentul ar fi devierea unui obiect masiv din centura Kuiper pentru a-i plasa orbita pe o traiectorie de coliziune cu Venus. Dacă obiectul, compus în principal din gheață, ar avea o viteză suficientă pentru a pătrunde doar câțiva kilometri sub suprafața venusiană, forțele rezultate din vaporizarea gheții la impact și impactul în sine ar putea agita litosfera și mantaua, expulzând astfel o cantitate proporțională de materie (sub formă de magmă și gaz) de pe Venus. Un produs secundar al acestei metode ar putea fi fie o nouă lună pentru Venus, fie un nou corp de impact format din resturi care ar cădea la suprafață la un moment ulterior.
Eliminarea gazelor atmosferice într-un mod mai controlat s-ar putea dovedi, de asemenea, dificilă. Rotația lentă a planetei Venus înseamnă că lifturile spațiale ar fi extrem de greu de construit, deoarece orbita geostaționară a planetei se află la o distanță impracticabilă de suprafață. De asemenea, atmosfera densă care trebuie îndepărtată face ca motoarele de masă bazate pe propulsie convențională să fie ineficiente pentru a transporta încărcături utile de la suprafața planetei.
Printre soluțiile posibile se numără:
- Amplasarea motoarelor de masă pe baloane de mare altitudine sau pe turnuri susținute de baloane care se ridică deasupra grosimii atmosferei.
- Utilizarea fântânilor spațiale, care folosesc fascicule de microunde pentru a propulsa încărcăturile utile în spațiu.
- Utilizarea rotovatoarelor, structuri rotative masive care folosesc forța centrifugală pentru a lansa încărcăturile utile în spațiu.

În plus, dacă densitatea atmosferei (și efectul de seră corespunzător) ar fi reduse semnificativ, temperatura la suprafață (în prezent constantă) ar varia probabil considerabil între partea de zi și partea de noapte. Un alt efect secundar al reducerii densității atmosferice ar putea fi crearea unor zone de activitate meteorologică extremă sau de furtuni la terminator, din cauza încălzirii sau răcirii rapide a unor volume mari de atmosferă.

### Răcirea planetei cu ajutorul umbrelor solare
Venus primește aproximativ de două ori mai multă lumină solară decât Pământul, un factor care se crede că a contribuit semnificativ la efectul său de seră extrem. O modalitate de terraformare a planetei Venus ar putea consta în reducerea insolației la suprafața planetei pentru a împiedica încălzirea sa excesivă.

#### Spațiu
Umbrele solare ar putea fi utilizate pentru a reduce radiația solară totală primită de Venus, răcind planeta într-o oarecare măsură. O umbră plasată în punctul Lagrangian L1 Soare-Venus ar servi, de asemenea, la blocarea vântului solar, eliminând problema expunerii la radiații pe Venus.
O umbră solară suficient de mare ar avea o dimensiune de patru ori mai mare decât diametrul lui Venus dacă ar fi plasată în punctul L1. Construcția unei astfel de structuri în spațiu ar fi o provocare semnificativă. O altă dificultate ar consta în menținerea umbrei subțiri, dar suficient de rezistentă, perpendiculară pe razele Soarelui în punctul Lagrange Soare-Venus. Presiunea radiațiilor solare ar exercita o forță semnificativă, transformând umbra într-o pânză solară imensă. Abandonarea umbrei în punctul L1 ar duce la acumularea de presiune pe partea dinspre Soare, forțând umbra să accelereze și să iasă de pe orbită. O soluție ar fi poziționarea umbrei mai aproape de Soare, utilizând presiunea solară pentru a contracara forțele gravitaționale, transformând-o practic într-un stativ.
Au fost propuse și alte modificări ale proiectului de umbrire solară L1 pentru a rezolva problema "pânzei solare". O soluție ar fi utilizarea unor oglinzi cu orbită polară, sincronizate cu Soarele, care să reflecte lumina spre partea din spate a parasolarului, dinspre partea neumbrită a lui Venus. Presiunea fotonică ar împinge oglinzile de susținere la un unghi de 30 de grade față de partea expusă la Soare.
Paul Birch a propus un sistem de oglinzi cu lamele în apropierea punctului L1 dintre Venus și Soare. Panourile de umbră nu ar fi perpendiculare pe razele Soarelui, ci la un unghi de 30 de grade, astfel încât lumina reflectată să lovească panoul următor, anulând presiunea fotonică. Fiecare rând succesiv de panouri ar avea o deviație de +/- 1 grad față de unghiul de deviere de 30 de grade, ceea ce ar direcționa lumina reflectată cu 4 grade față de Venus.
Umbrelele solare ar putea servi, de asemenea, ca surse de energie solară. Tehnicile de umbrire solară bazate pe spațiu, în special cele care utilizează pânze solare subțiri, se află încă în faza incipientă de dezvoltare. Dimensiunile vaste necesare ar implica o cantitate de material semnificativ mai mare decât orice structură construită vreodată de om în spațiu sau adusă pe orbită.

#### Atmosferic sau de suprafață
Venus ar putea fi răcită, de asemenea, prin plasarea de reflectoare în atmosfera sa. Baloane reflectorizante plutitoare în atmosfera superioară ar putea crea umbră. Numărul și/sau dimensiunea baloanelor ar trebui să fie semnificative. Geoffrey A. Landis a sugerat că, dacă s-ar construi suficiente orașe plutitoare, ele ar putea forma un scut solar în jurul planetei și ar putea fi utilizate simultan pentru a transforma atmosfera într-o formă mai dezirabilă, combinând astfel teoria scutului solar și teoria prelucrării atmosferei cu o tehnologie scalabilă care ar oferi imediat spații de locuit în atmosfera venusiană. Materialele structurale principale ar putea fi produse folosind dioxidul de carbon colectat in situ din atmosferă, dacă ar fi construite din nanotuburi de carbon sau grafen (un alotrop de carbon sub formă de foaie). Carboniul amorf recent sintetizat s-ar putea dovedi un material structural util dacă poate fi stins în condiții de temperatură și presiune standard (STP), poate într-un amestec cu sticlă de siliciu obișnuită. Conform analizei lui Birch, astfel de colonii și materiale ar oferi o rentabilitate economică imediată în urma colonizării lui Venus, finanțând eforturile ulterioare de terraformare.
Creșterea albedo-ului planetei prin amplasarea de materiale de culoare deschisă sau reflectorizante la suprafață (sau la orice nivel sub vârful norilor) nu ar fi o strategie eficientă. Motivul este că suprafața lui Venus este deja complet acoperită de nori, iar lumina solară ajunge la suprafață în proporții extrem de mici. Prin urmare, este puțin probabil ca materiale reflectorizante plasate pe suprafață sau sub nori să poată reflecta semnificativ mai multă lumină decât norii existenți ai lui Venus, care au deja un albedo Bond⁠(d) de 0,77.

### Combinație de umbre solare și condensare atmosferică
Birch a propus că umbrelele solare ar putea fi utilizate nu doar pentru a răci planeta, ci și pentru a reduce presiunea atmosferică, prin procesul de înghețare a dioxidului de carbon.
Pentru a realiza acest lucru, este necesară o reducere a temperaturii lui Venus în mai multe etape:
- Reducerea temperaturii până la punctul de lichefiere: Acest lucru necesită o temperatură mai mică de 304.128(15) K[31] (30.978(15) °C sau 87.761(27) °F) și presiuni parțiale de CO2 pentru a reduce presiunea atmosferică la 73.773(30) bar[31] (punctul critic al dioxidului de carbon);

- Reducerea temperaturii sub punctul triplu al dioxidului de carbon: Acest lucru necesită o temperatură sub 216.592(3) K[31] (−56.558(3) °C sau −69.8044(54) °F). Sub această temperatură, dioxidul de carbon atmosferic va îngheța în gheață carbonică și se va depune la suprafață.

Birch propune următoarele etape ulterioare:
- Îngroparea și menținerea CO2 înghețat: Gheața carbonică ar putea fi îngropată și menținută în stare solidă prin presiune sau chiar expediată în afara planetei (posibil pentru a furniza gaz cu efect de seră necesar terraformării lui Marte sau a lunilor lui Jupiter).

- Îndepărtarea umbrelelor solare: Odată ce procesul de înghețare a CO2 este finalizat, umbrelele solare ar putea fi îndepărtate.

- Adăugarea de solete: S-ar putea adăuga solete (oglinzi spațiale) pentru a permite planetei să se încălzească parțial din nou, până la temperaturi confortabile pentru viața terestră.

Alte aspecte de luat în considerare:
- Surse de hidrogen sau apă: Ar fi necesară o sursă de hidrogen sau apă pentru a completa procesele chimice necesare terraformării.

- Fixarea azotului: O parte din cei 3,5 bari de azot atmosferic rămași ar trebui să fie fixați în sol.

- Bombardarea lui Venus cu fragmente de lună: Birch sugerează perturbarea unei luni înghețate a lui Saturn, de exemplu Hyperion, și bombardarea lui Venus cu fragmentele acesteia pentru a furniza apă și alte elemente necesare.

### Răcirea planetei prin conducte de căldură, motoare cu vârtej atmosferic sau răcire prin radiație
Paul Birch propune ca, pe lângă răcirea planetei cu un parasolar în L1, să fie construite și „conducte de căldură” pe planetă pentru a accelera procesul. Mecanismul propus ar transporta căldura de la suprafață către regiunile mai reci din atmosfera superioară, asemănător unui turn solar ascendent, facilitând astfel radiația excesului de căldură în spațiu. O variantă recent propusă a acestei tehnologii este motorul cu vârtej atmosferic. În loc de coșuri de fum fizice, curentul ascendent de aer este generat prin crearea unui vârtej, similar unei tornade staționare. Pe lângă faptul că este mai puțin costisitoare din punct de vedere al materialelor și potențial mai rentabilă, această metodă produce și un surplus net de energie. Această energie ar putea fi utilizată pentru a alimenta coloniile venusiene sau alte aspecte ale efortului de terraformare, contribuind în același timp la accelerarea răcirii planetei. O altă metodă de răcire a planetei ar fi utilizarea răcirii prin radiație. Această tehnologie se bazează pe faptul că, la anumite lungimi de undă, radiația termică din atmosfera inferioară a lui Venus poate „scăpa” în spațiu prin „ferestre” atmosferice parțial transparente. Aceste ferestre sunt lacune spectrale între benzile puternice de absorbție ale CO2 și H2O din infraroșul apropiat, din intervalul 0,8–2,4 micrometre (31–94 µin). Cantitatea de radiație termică emisă depinde de lungimea de undă și variază de la suprafață la 1 micrometru (39 µin) până la aproximativ 35 kilometri (22 mi) la 2,3 micrometre (91 µin). Nanofotonica și construcția de metamateriale deschid noi posibilități de adaptare a spectrului de emisie al unei suprafețe prin proiectarea adecvată a unor nanostructuri/micro-structuri periodice. Recent au fost propuse dispozitive numite „colectori de energie emisivă” care pot transfera căldura în spațiu prin răcire prin radiație și pot converti o parte din fluxul de căldură în surplus de energie.. Această tehnologie deschide posibilitatea unui sistem autoreplicant care ar putea răci planeta în mod exponențial.

## Introducerea apei
Deoarece Venus are doar o fracțiune din apa de pe Pământ (mai puțin de jumătate din conținutul de apă al Pământului în atmosferă și deloc la suprafață), apa ar trebui adusă fie prin metoda de introducere a hidrogenului menționată anterior, fie dintr-o altă sursă interplanetară sau extraplanetară.

### Capturarea lunilor de gheață
Paul Birch sugerează o modalitate radicală de a terraforma Venus: ciocnirea planetei cu unul dintre sateliții de gheață din sistemul solar exterior. Această metodă ar aduce toată apa necesară terraformării dintr-o singură lovitură. Sateliții potențiali includ Enceladus și Hyperion sau luna uraniană Miranda. Mutarea acestor sateliți pe o traiectorie de coliziune cu Venus ar necesita o cantitate semnificativă de energie. Acest lucru ar putea fi realizat prin capturarea gravitațională și modificarea traiectoriei lunilor. Cu toate acestea, prin intermediul unor reacții în lanț complexe asistate de gravitație, cerințele de propulsie ar putea fi reduse semnificativ. Birch ilustrează magnitudinea acestei idei prin analogie: „[t]eoretic, cineva ar putea arunca o pietricică în centura de asteroizi și ar ajunge să arunce Marte în Soare”.

### Emisii de gaze din manta
Studiile sugerează că ar putea exista cantități semnificative de apă (sub formă de hidrogen) stocate în mantaua planetelor terestre. Această descoperire a dus la speculații conform cărora ar fi posibil din punct de vedere tehnic să se extragă această apă din mantaua planetei și să se aducă la suprafață, deși în prezent nu există metode viabile pentru a realiza acest lucru.

## Modificarea ciclului zi-noapte
Venus se rotește o dată la 243 de zile terestre, cea mai lentă perioadă de rotație a oricărui obiect cunoscut din sistemul solar. Drept urmare, o zi siderală venusiană (timpul necesar pentru ca planeta să se rotească o dată în raport cu stelele) este mai lungă decât un an venusian (timpul necesar pentru ca planeta să orbiteze o dată în jurul Soarelui): 243 de zile terestre față de 224,7 zile terestre. Cu toate acestea, durata unei zile solare (timpul dintre două răsărituri consecutive ale Soarelui) este semnificativ mai scurtă decât o zi siderală. Pentru un observator de pe suprafața planetei, un ciclu complet zi-noapte durează aproximativ 116,75 zile terestre. Din cauza rotației extrem de lente, nu există un consens clar cu privire la durata exactă a unei zile solare, cu valori raportate variind între 116 și 118 zile terestre. Unele surse definesc această perioadă ca fiind de la un răsărit la altul (ziua completă, incluzând noaptea), în timp ce altele o definesc ca fiind de la răsărit la apus. Indiferent de definiție, rotația lentă a lui Venus duce la zile și nopți extrem de lungi, similare cu ciclurile zi-noapte din regiunile polare ale Pământului, dar la nivel global. O zi solară venusiană este echivalentă cu aproximativ 8,5 luni terestre. Această durată semnificativă are un impact major asupra potențialului de terraformare a planetei. 117 zile de lumină solară ar fi similare cu o vară lungă în zonele temperate din Alaska, oferind suficientă căldură și lumină pentru ca vegetația să prospere. Pe de altă parte, 58 de zile de lumină solară ar fi comparabile cu un sezon de creștere foarte scurt, similar cu cel din regiunile arctice. Această diferență ar putea determina apariția permafrostului și a gheții permanente în anumite zone, în timp ce alte regiuni ar putea susține păduri boreale luxuriante. Rotația lentă a lui Venus ar putea explica, de asemenea, lipsa unui câmp magnetic semnificativ. Se crede că un câmp magnetic puternic este generat de mișcarea convectivă a materialului conductor din interiorul planetei. Viteza lentă de rotație a lui Venus ar putea însemna că această mișcare convectivă nu este suficient de puternică pentru a genera un câmp magnetic semnificativ.

### Argumente pentru menținerea neschimbată a ciclului actual zi-noapte
Până de curând, se credea că rata de rotație lentă a lui Venus, sau ciclul său zi-noapte, ar trebui accelerată pentru a facilita terraformarea planetei. Cu toate acestea, cercetări mai recente au demonstrat că această rotație lentă nu reprezintă un impediment pentru susținerea unui climat asemănător celui terestru. Dimpotrivă, o atmosferă similară cu cea a Pământului ar permite formarea unor nori groși pe partea planetei orientate spre Soare. Acești nori ar crește albedo-ul planetar, reflectând o cantitate mai mare de radiație solară și contribuind la reducerea temperaturii globale la niveluri asemănătoare cu cele de pe Pământ, în ciuda proximității mai mari de Soare. Conform calculelor, temperaturile maxime ar putea ajunge la aproximativ 35°C (95°F) cu o atmosferă similară cu cea a Pământului. Accelerarea rotației ar fi, prin urmare, atât nepractică, cât și dăunătoare efortului de terraformare. Un Venus terraformat, cu rotația sa lentă actuală, ar prezenta un climat global cu perioade de "zi" și "noapte" de aproximativ 2 luni (58 de zile), similar cu anotimpurile de la latitudini mai mari de pe Pământ. "Ziua" ar fi similară cu o vară scurtă, caracterizată de un climat cald și umed, cu cerul acoperit de nori și precipitații abundente. "Noaptea" ar fi similară cu o iarnă scurtă, foarte întunecată, cu temperaturi scăzute și precipitații sub formă de zăpadă. Ar exista și perioade cu climă mai temperată și vreme senină la răsărit și apus, asemănătoare cu "primăvara" și "toamna".

### Oglinzi spațiale
Problema lipsei luminii naturale în timpul perioadei de "noapte" de aproximativ două luni ar putea fi rezolvată prin implementarea unei oglinzi spațiale pe o orbită de 24 de ore (la aceeași distanță ca o orbită geostaționară terestră). Această abordare ar fi similară cu experimentele din cadrul proiectului Znamya (satelit). Extrapolând datele din acele experimente și aplicându-le la condițiile de pe Venus, se estimează că o oglindă spațială cu un diametru de aproximativ 1700 de metri ar putea ilumina întreaga parte întunecată a planetei cu o luminozitate echivalentă cu 10-20 de luni pline, creând astfel un ciclu artificial de lumină de 24 de ore. O oglindă cu dimensiuni mai mari ar putea genera o iluminare și mai puternică. Extrapolări suplimentare sugerează că pentru a atinge niveluri de iluminare de aproximativ 400 lux (similare cu iluminatul standard al unui birou sau cu un răsărit de soare într-o zi senină pe Pământ), ar fi necesară o oglindă circulară cu un diametru de aproximativ 55 de kilometri.
Paul Birch a propus o metodă radicală de terraformare a lui Venus: acoperirea permanentă a întregii planete cu un scut de umbrele din tablă metalică plasat la punctul Lagrange L1 din jurul Soarelui. Acest scut ar bloca lumina solară directă, reducând semnificativ temperatura suprafeței planetei. O oglindă rotativă numită "soletta", situată pe o orbită polară, ar fi utilizată pentru a ilumina suprafața lui Venus, creând un ciclu artificial de lumină și întuneric de 24 de ore.

### Schimbarea vitezei de rotație
Creșterea vitezei de rotație a planetei, deși ar avea potențiale beneficii climatice (menționate mai sus), ar necesita o cantitate de energie semnificativ mai mare decât construirea de oglinzi solare orbitale sau chiar eliminarea atmosferei venusiene. Paul Birch a estimat că creșterea rotației lui Venus la un ciclu similar celui al Pământului ar necesita aproximativ 1,6 × 1029 Jouli (50 de miliarde de petawatt-oră).
Cercetările științifice sugerează că tragerea de asteroizi sau comete cu diametrul mai mare de 100 de kilometri ar putea fi utilizată pentru a modifica orbita sau viteza de rotație a unei planete. Energia necesară pentru o astfel de operațiune este considerabilă. În cartea sa despre terraformare, Fogg propune un concept fascinant: creșterea rotației lui Venus prin atragerea a trei cvadrilioane de obiecte care ar circula între Venus și Soare la fiecare 2 ore, atingând viteze de 10% din viteza luminii.
G. David Nordley⁠(d) a propus, în operele sale de ficțiune, o metodă prin care Venus ar putea fi rotită până la o durată a zilei de 30 de zile pământene. Această metodă ar implica exportarea atmosferei lui Venus în spațiu prin intermediul unor motoare de masă. O altă propunere, formulată de Paul Birch, implică utilizarea unor elemente de compresie dinamică pentru a transfera energie și impuls prin intermediul fluxurilor de masă de mare viteză către o bandă din jurul ecuatorului lui Venus. El a calculat că un flux de masă cu o viteză suficient de mare, aproximativ 10% din viteza luminii, ar putea induce o rotație de 24 de ore pe Venus în decurs de 30 de ani.

## Crearea unei magnetosfere artificiale
Menținerea noii atmosfere a planetei protejată de vântul solar, pentru a preveni pierderea de hidrogen, ar necesita crearea unei magnetosfere artificiale. Deoarece Venus nu are un câmp magnetic intrinsec, este necesară generarea unui câmp magnetic planetar artificial pentru a forma o magnetosferă capabilă să interacționeze cu vântul solar. Doi oameni de știință japonezi de la NIFS au propus o soluție realizabilă cu tehnologia actuală: construirea unui sistem de inele supraconductoare latitudinale refrigerate, fiecare purtând un curent continuu suficient. Conform raportului lor, impactul economic al sistemului poate fi minimizat prin utilizarea sa și ca sistem de stocare și transfer de energie planetară (SMES).
Un alt studiu propune o soluție ingenioasă: instalarea unui scut magnetic dipolar în punctul Lagrange L1 din jurul Soarelui. Acest scut ar crea o magnetosferă artificială capabilă să protejeze întreaga planetă de vântul solar și radiațiile dăunătoare.